# Северинув (Венґровський повіт)
Северинув (пол. Sewerynów) — село в Польщі, у гміні Коритниця Венґровського повіту Мазовецького воєводства.
Населення — 282 особи (2011).
У 1975-1998 роках село належало до Седлецького воєводства.

## Демографія
Демографічна структура станом на 31 березня 2011 року:
|          | Загалом | Допрацездатний вік | Працездатний вік | Постпрацездатний вік |
| -------- | ------- | ------------------ | ---------------- | -------------------- |
| Чоловіки | 160     | 35                 | 99               | 26                   |
| Жінки    | 122     | 28                 | 60               | 34                   |
| Разом    | 282     | 63                 | 159              | 60                   |